# Henri de Montesquiou-Fézensac
Pour les autres membres de la famille, voir Famille de Montesquiou.
Henri, comte de Montesquiou-Fézensac et de l'Empire (3 janvier 1768 à Paris - 27 juin 1844 à Tours), est un militaire et homme politique français.

## Biographie
Second fils d'Anne-Pierre de Montesquiou-Fézensac, il devient capitaine-colonel de la Compagnie des Suisses de Monsieur le comte d’Artois, mais ne suit pas les Princes en émigration et se tient à l'écart pendant la Révolution. 
Il se rallie à l'Empire en 1804, et est nommé capitaine-louvetier à Longpont,  puis aide de camp de  Napoléon en 1809 avant d'être créé comte de l'Empire le 14 février 1810. Colonel, il participe aux batailles de Friedland, d'Eylau, de la Moskowa et de la Berezina, et survit à la Retraite de Russie. Il est nommé, le 6 janvier 1813, par le Sénat conservateur, député de l'Aisne au Corps législatif, où il siége jusqu'en 1815. Rallié pendant les Cent Jours, il participe à Waterloo comme aide de camp de l'empereur, et se fait grièvement blesser  sur le champ de bataille. En disgrâce sous la Restauration, il réside dans l'Aisne dans son château de l'Abbaye de Longpont dont il a racheté les bâtiments, biens nationaux, en 1804.
Épouse Augustine Dupleix de Bacquencourt (1772 † 1797), dame du palais de l'impératrice Marie-Louise, fille de Claude Dupleix de Bacquencourt. Il est le père de Henri (1793-1881), comte de Montesquiou-Fezensac, d'Élodie de Montesquiou (1790-1875), qui épouse son cousin le comte Anatole de Montesquiou-Fezensac, général, et de Zoé (1792-1817), duchesse de Padoue par son mariage avec le général Jean-Thomas Arrighi de Casanova, auquel il lègue son château de Courson. 
Il est l'ancêtre de la tige de Montesquiou d'Artagnan actuelle.